# Leucoagaricus subcretaceus
Leucoagaricus subcretaceus är en svampart som beskrevs av Bon 1981. Leucoagaricus subcretaceus ingår i släktet Leucoagaricus och familjen Agaricaceae.   Inga underarter finns listade i Catalogue of Life.